# Compagnie des Bois du Gabon
La Compagnie des Bois du Gabon (CBG), implantée à Port-Gentil, capitale économique du Gabon, est une société chargée de la gestion de 600 000 hectares de forêts au Gabon créé en 1980.
Sa gestion suit les recommandations du Forest Stewardship Council (FSC). Les satellites SPOT 6/7 et Sentinel 1A sont utilisés par le gouvernement gabonais pour la surveillance de l'occupation des sols des forêts exploitées par cette compagnie. Le groupe Joubert une holding française du domaine du contreplaqué exploite les bois de l'okoumé issus des forêts en gestion par cette compagnie depuis 2000.
En juin 2021, elle rejoint, avec Bois et Scierie du Gabon (BSG), Gabon Wood Industry (GWI) et la Gabonaise d’exploitation de Bois (GEB) rejoignent la plateforme plateforme « Forests Forward » du WWF, un programme mondial destiné à aider les entreprises à mettre en place des stratégies durables fondées sur la science au profit de la nature, du climat et des personnes.
En juin 2022, le groupe pétrolier français TotalEnergies fait l'acquisition de 49 % des parts de la compagnie auprès de Criterion Africa Partners, cela lui permettra d'obtenir des parts de la production de crédits carbone associés,.